# Twickenham Bridge
Twickenham Bridge je obloukový silniční most překonávající řeku Temži v londýnské městské části Richmond. Vznikl jako první železobetonový třídílný most v zemi.
Jeho stavba začala 1. června 1931 a architektem mostu byl Maxwell Ayrton. Stavba stála 217 300 liber. Otevřen byl 3. července 1933 Eduardem, Princem z Walesu, který se v ten den zúčastnil i otvírání mostů Hampton Court Bridge a Chiswick Bridge. Tři oblouková rozpětí nad Temží mají délku 30 m, 31,8 m a 30 m; boční oblouková rozpětí mají délku 17 m. Šířka vozovky je 12,2 m a chodníky, nacházející se po stranách vozovky jsou 4,6 m široké. Výška mostu nad hladinou Temže při nízkém přílivu je 8,5 m.
V roce 1994 byl most opravován.